# Herrenbrunn (Kortsch)

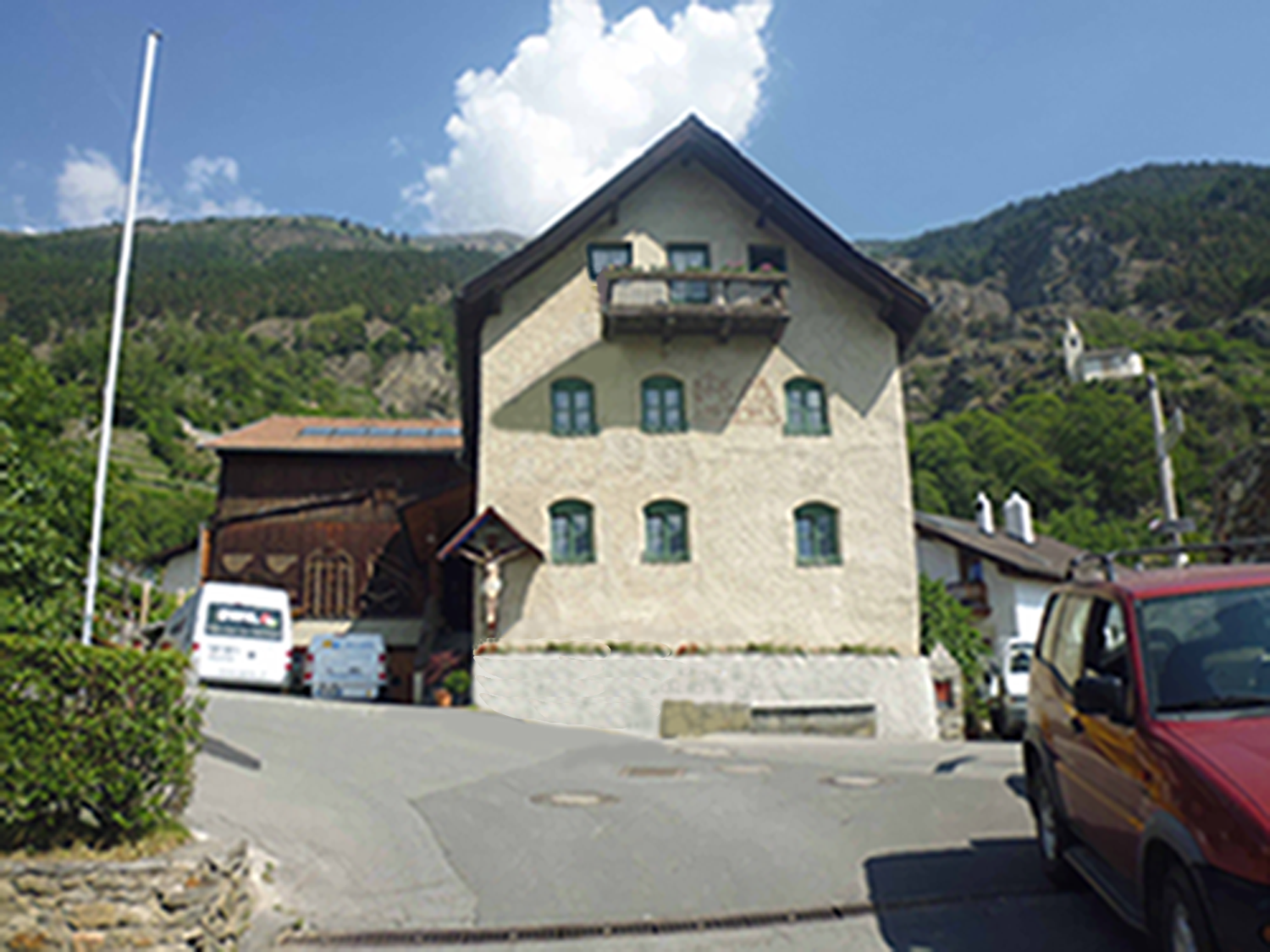
Herrenbrunn

Der Hof Herrenbrunn (auch Thiernhammer genannt) liegt an der Ecke St. Ägidiusweg/Herrengasse in der Fraktion Kortsch der Marktgemeinde Schlanders im Vinschgau in Südtirol. 
Das aus dem Ende des 18. Jahrhunderts stammende Ensemble, bestehend aus dem Wohnhaus, Stall und Stadl, weicht in der Grundform von der in Kortsch üblichen Bauweise ab, da hier das Wohngebäude zur Straße hin dominierend ist, während üblicherweise im Ort die Wirtschaftsgebäude mit der Dachtraufe zur Straße hin stehen und sich der Wohnbau nach hinten anschließt. 
Bei Herrenbrunn steht das dreigeschossige Wohnhaus mit der Schmalseite Richtung Tal, die Wirtschaftsgebäude fügen sich an der linken Seite, nach hinten versetzt an.
Das Wohnhaus weicht von der üblichen Mittelfluranlage ab. Im untersten Geschoss führt eine gewölbte Seitenfluranlage zu den tonnengewölbten Kellerräumen.  Das eigentliche Erdgeschoss ist als Hochparterre ausgeführt und über eine steinerne Treppe an der Außenwand erreichbar. Im Erdgeschoss und dem darüberliegenden Stockwerk befinden sich kurze, gewölbte Stichflure. In den beiden Stockwerken liegen talseitig je zwei Kammern und eine Stubenkammer. Dahinter liegen bergseitig je eine tonnengewölbte Küche und eine kleine Kammer. Im Obergeschoss gibt es eine bemalte Barockstube aus dem ausgehenden 18. Jahrhundert. Im Erdgeschoss befindet sich eine tonnengewölbte Räucherkammer.
Wahrscheinlich wurde das ursprünglich zweigeschossige Bauwerk 1817 um ein Stockwerk erhöht. Als Hinweis 
dient die Jahreszahl 1817 und die Initialen der damaligen Besitzer, Simon Thiernhammer und seiner Ehefrau Maria Grüner. Ihre Initialen sind auch an einer Tür und an einem Wandkästchen in der Stube zu finden. Die Frontseite ziert ein Christus- und Marienmonogramm. Im Dachgeschoss befinden sich einige Kammern, die Straßenseite verfügt über einen hölzernen Balkon. 
An der Südseite ist ein malerisches Fassadenkreuz angebracht, daneben ein steinerner Brunnentrog als Viehtränke.
Nachdem 1989 eine Sanierung durchgeführt wurde, hat man 2017 damit begonnen, das Gebäude im Inneren zu modernisieren und dabei die ursprüngliche Bausubstanz so weit wie möglich zu erhalten.
Seit dem 25. Januar 1985 ist das Gebäude unter Denkmalschutz gestellt.